# Find Another Way
Singles de Captain Hollywood Project
Flying High
(1994) The Way Love Is
(1995)
Find Another Way est le sixième titre dance de Captain Hollywood Project sorti en 1995, et second single extrait de leur deuxième album Animals Or Human, en comparant au single précédent Flying High, ce titre qui se rapproche beaucoup plus au hardcore et à quelques sonorités dream music connaît un très bon accueil dans plusieurs pays et notamment sur les pistes de danse.